# Tissenhovemolen
De Tissenhovemolen is een houten windmolen in Mater in de Oost-Vlaamse gemeente Oudenaarde. 
De staakmolen staat op een weids plateau in de Vlaamse Ardennen op 85 meter hoogte. Deze molen is een van de twee driezolders in Oost-Vlaanderen en daarom ook bijzonder. De molen heeft dus drie niveaus: een meel-, steen- en stapelzolder. De Tissenhovemolen heeft de oudste voorgeschiedenis van alle nog bestaande windmolens in Vlaanderen. Hij werd al in 1218 vermeld als molendinum de vento quod situm est juxta villam de Materne. Hij werd verder vermeld in 1571 en 1577. De molen in zijn huidige toestand dateert hoogstwaarschijnlijk van rond 1787. In 1928 werd een derde steenkoppel toegevoegd. Tijdens de Tweede Wereldoorlog gebruikten de Duitsers de molen als uitkijkpost. De molen werkte tot ongeveer 1958. In 1976 werd de molen gerestaureerd en in 2006 opnieuw; toen kreeg de molen onder andere nieuwe wieken en leien op de kap en windweeg. In 1971 werd de molen aangekocht door de Einse kunstschilder Ernest Vandendriessche; in 2015 werd hij eigendom van de stad Oudenaarde. In 2020 brak een van de twee houten roeden van de wieken af; de molen werd hersteld en gerestaureerd. Sinds 1956 is de Tissenhovemolen beschermd als monument.

## Afbeeldingen

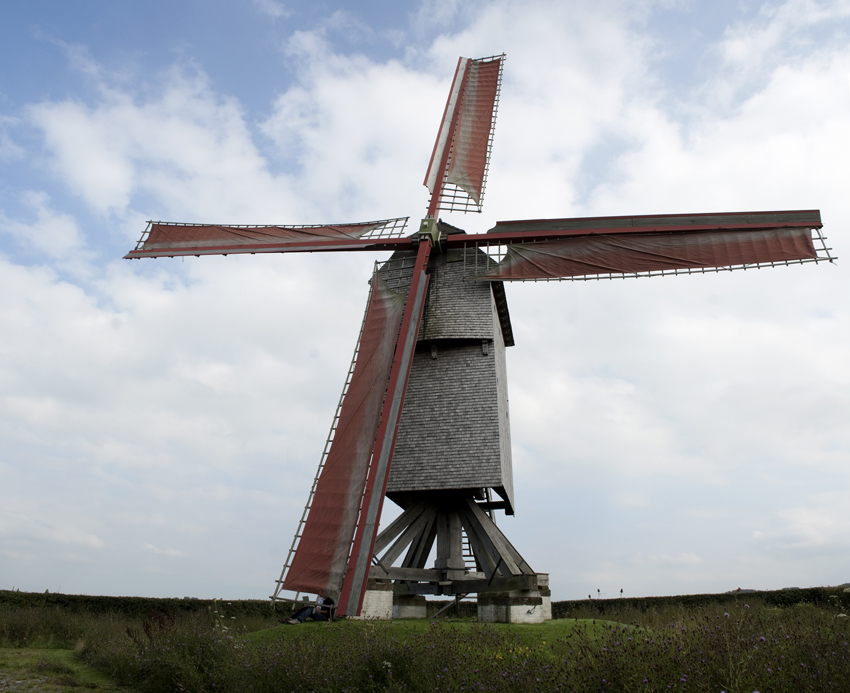
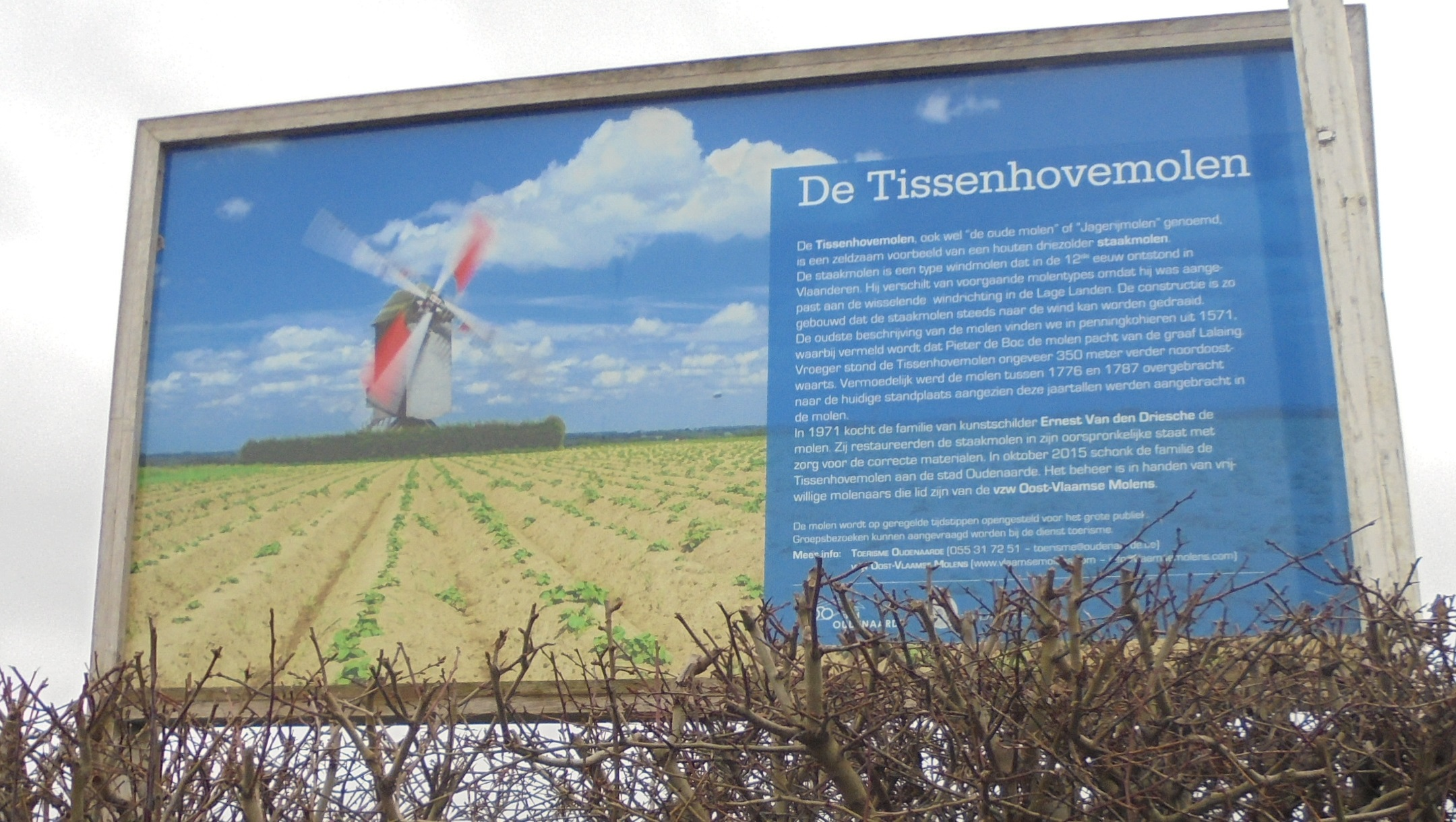
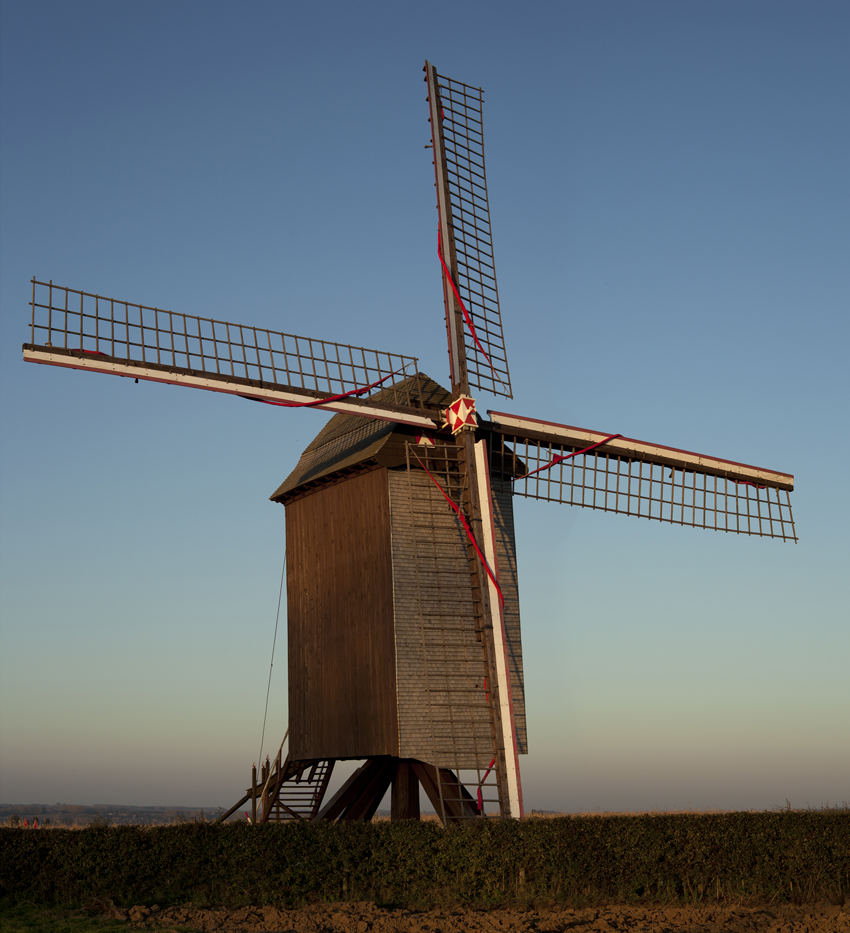